# 滾動的岩石，清晨降臨到你身邊
〈滾動的岩石，清晨降臨到你身邊〉（転がる岩、君に朝が降る）是ASIAN KUNG-FU GENERATION在2008年2月6日發售的第11張主要單曲。
2022年12月，該曲被用作電視動畫《孤獨搖滾！》第12話的片尾曲，由該動畫中的團結Band翻唱，收錄於專輯《團結Band》。

## 概要
以單曲來說，是〈After Dark〉發行後滿3個月的作品。初回版附有貼紙。

## 收錄曲
1. （滾動的岩石，清晨降臨到你身邊）
  - 所指的是「搖滾」 （英語：Rock 'n' roll）
  - 歌詞是有關反戰的
2. （江之島esca）
  - 繼很久以前的作品〈某個小鎮的深藍色〉內伴隨的單曲〈鵠沼的Surf〉，以及前作〈After Dark〉內伴隨的單曲〈由比海浜Kite〉之後，一次錄過便完成的作品。
  - 雖說以江之島裡面的「江之島電梯」（江之島展望燈塔的登塔電梯，全長106 m）作為曲名，但此曲內容並非和江之島電梯有關，而是歌頌江之島的景色。
  - 「 esuka」是（即）的意思。

## 來源
1. ↑  . natalie. Natasha. 2007-12-06  [2024-06-19]. （原始内容存档于2024-06-19） （日语）.
2. ↑  . MANTANWEB. 2022-12-25  [2024-06-19]. （原始内容存档于2022-12-25） （日语）.